# Velarifictorus illalonga
Velarifictorus illalonga är en insektsart som först beskrevs av Otte, D. och R.D. Alexander 1983.  Velarifictorus illalonga ingår i släktet Velarifictorus och familjen syrsor. Inga underarter finns listade i Catalogue of Life.